# Bisdom Albacete
Het bisdom Albacete (Latijn: Dioecesis Albasitensis) is een rooms-katholiek bisdom met als zetel Albacete, hoofdstad van de provincie Albacete, in Spanje. Het bisdom is suffragaan aan het aartsbisdom Toledo.

## Geschiedenis
Het bisdom werd opgericht op 2 november 1949, uit delen van de bisdommen Cartagena, Cuenca en Orihuela. 

## Parochies
Het bisdom had in 2020 een oppervlakte van 14.926 km2 en telde 388.167 inwoners waarvan 95,3% rooms-katholiek was.

## Bisschoppen
- Arturo Tabera Araoz (13 mei 1950 - 23 juli 1968)
- Ireneo García Alonso (7 december 1968 - 4 augustus 1980)
- Victorio Oliver Domingo (27 mei 1981 - 22 februari 1996)
- Francisco Cases Andreu (26 juni 1996 - 26 november 2005)
- Ciriaco Benavente Mateos (16 oktober 2006 - 25 september 2018)
- Ángel Fernández Collado (25 september 2018 - heden)

Toledo (aartsbisdom) · Albacete · Ciudad Real · Cuenca · Sigüenza-Guadalajara